# Eden Hazard
Eden Michael Walter Hazard (franskt uttal: [edɛn azɑʁ]), född 7 januari 1991 i La Louvière, är en belgisk före detta fotbollsspelare. Han spelade som vänsterytter/vänstermittfältare men han kunde också spela som anfallare och som offensiv mittfältare. Han representerade Lille, Chelsea och Real Madrid samt det belgiska landslaget. Han sågs allmänt vara en av världens bästa spelare i sin generation och sågs som en av Belgiens bästa spelare någonsin. Som en central del av och som kapten över Belgiens ”gyllene generation” skördade han stora framgångar med det belgiska landslaget, som bland annat tog VM-brons i Ryssland 2018.

## Klubbkarriär

### Tidiga år
Eden Hazard började sin fotbollskarriär i Belgien där han spelade för de lokala klubbarna Royal Stade Brainois, 1998–2003, och Tubize, 2003–2005. År 2005 gick han till Lille där han tillbringade två år i klubbens akademi, innan han den 28 maj 2007 skrev proffskontrakt med klubben. Den 24 november samma år gjorde han  debut för klubben. Han blev inbytt i den 78:e minuten mot Nancy och hade nummer 34.

### 2008–2009
Inför säsongen 2008–2009 bytte Hazard nummer till 26. Den 20 september 2008 mot Auxerre gjorde han sitt första mål för klubben och blev därmed den yngste målgöraren i klubbens historia. Hans mål i den 88:e minuten betydde 2-2 och Lille vann till slut matchen med 3-2. Ett par veckor senare gjorde han sin första start och gjorde öppningsmålet i Lilles 3-0-seger mot Saint-Étienne. Den 7 januari 2009 gjorde han det vinnande målet mot Sochaux och den 26 april gjorde han öppningsmålet mot Marseille, men Lille förlorade med 2-1. Hazard gjorde också två mål i Coupe de France.
Efter säsongen 2008–2009 spekulerades det mycket i media om Hazards tillgänglighet på transfermarknaden. Storklubbar som engelska Arsenal och Manchester United, spanska Real Madrid, som Zinedine Zidane personligen rekommenderade, och Barcelona och italienska Inter var alla intresserade av underbarnet, men ordförande Michel Seydoux gick ut och sade att Hazard ville stanna i Lille i minst en säsong till.

### 2009–2010
Hazard började säsongen 2009–2010 med att göra mål i Lilles första tävlingsmatch mot den serbiska klubben FK Sevojno i den tredje kvalomgången till UEFA Europa League. Matchen var det första av två möten och Lille gick vidare med sammanlagt 4-0. Den 27 augusti gjorde han sitt andra europeiska mål i Lille mot Genk. Matchen slutade 4-2 till Lille och var det andra mötet mellan lagen, det första mötet slutade 2-1 till Lille som gick vidare med sammanlagt 6-3. Segern gav Lille en plats till gruppspelen i Europa League. Den 22 oktober gjorde han matchens sista mål i den 84:e minuten i Lilles viktiga 3-0-seger mot Genoa i gruppspelet i Europa League. Lille tog sig vidare från gruppen men åkte senare ut mot Liverpool i sextondelsfinalen, där Hazard gjorde matchens enda mål i första mötet som slutade 1-0. Den 20 december gjorde Hazard sitt första ligamål för säsongen i klubbens 3-0-seger mot Le Mans.
Den 30 januari 2010 gjorde Hazard matchens enda mål i Derby du Nord mot Lens. Veckan därpå förlängde Hazard kontraktet med Lille till 2015.

### 2010–2011
Hazard började säsongen 2010–2011 med att starta i Lilles sex första ligamatcher. Den 29 augusti 2010 gjorde han sitt första ligamål för säsongen i en 1-1-match mot Nice. I slutet av september var Hazard bänkad mot Sporting i Europa League och i de tre kommande matcherna i ligan. Den 7 oktober sade Belgiens landslagstränare Georges Leekens, i samband med Hazards bänkande, att Hazard måste jobba hårdare, både fysiskt och mentalt, för att återfå den form han hade förra säsongen. Belgiens assisterande tränare Marc Wilmots uppgav också att Hazard ofta visar en lat mentalitet under träningar med landslaget. Men Lilles manager, Rudi Garcia, svarade på Leekens och Wilmots synpunkter följande dag och sade att de var "överdrivna" och att "Eden är bara 19 år" och kan fortfarande "göra större framsteg på alla områden". I Belgiens nästa match mot Kazakstan, var Hazard inte ens med på bänken. Efter att ha varit petad i både klubblaget och landslaget återfann Hazard sin målform igen. Den 27 oktober gjorde han matchens sista mål i 4–1-segern över Caen i Coupe de la Ligue. Tio dagar senare gjorde han sitt andra ligamål för säsongen i en 3–1-vinst mot Brest. Den 21 november gjorde Hazard två assister för Lille i en 2–1-seger över Monaco. Segern fortsatte Lilles förlustfria svit i ligan, vilket ledde till att Lille toppade ligan.
Hazard började 2011 med att göra mål i lagets första match för året mot Forbach i Coupe de France. Lille vann matchen med 3-1. Den 19 januari gjorde Hazard Lilles andra mål i en 3-0-seger över Nancy. Den 4 mars förlängde Hazard sitt kontrakt med ett år till den 30 juni 2015. I sin första match efter avtalet, gjorde han öppningsmålet i Lilles 2-1 bortaseger över titeln rivalerna Marseille. Målet gjordes efter ett vänsterskott från 35 meter. Den 2 april gjorde Hazard sin 100:e match för klubben och gjorde i matchen det andra målet i en 3-1-seger över Caen.

### 2012–2019
Den 4 juni 2012 bekräftade Chelsea FC på sin hemsida att man kommit överens med Hazard och Lille om en övergång till Chelsea under sommarens transferfönster. Den 19 augusti 2012 gjorde Hazard debut i Premier League mot Wigan, där han även blev utsedd till matchens lirare. I hans andra match mot Reading blev han också matchens lirare med 3 assist, då Chelsea vann med 4-2. I den tredje Premier League-matchen hemma mot Newcastle den 25 augusti gjorde han sitt första ligamål i Chelsea via en straff. Han passade sedan fram till Fernando Torres 2-0-mål. Även i denna matchen blev han matchens lirare, därmed blev han den första spelaren i historien att bli matchens lirare i sina tre första Premier League-matcher. Hazard gjorde sin debut i Champions League hemma på Stamford Bridge mot Juventus. Den 6 oktober gjorde han sitt andra mål i 4-1-vinsten mot Norwich City. Säsongen 2013-2014 utsågs Hazard till årets spelare i Chelsea.
Hazard har under hela sin tid i Chelsea varit en av Premier Leagues allra största stjärnor. År 2014/2015 vann Chelsea Premier League och samma säsong var Hazard allmänt ansedd som ligans bästa spelare och med sina 14 mål och 9 assists vann han priser som exempelvis FWA Footballer of the Year, PFA Players' Player of the Year och även Premier League Player of the Season. Däremot är hans poängmässigt bästa prestation från hans sista säsong för Londonlaget, 2018/2019, där han toppade assistligan med 15 målpassningar och dessutom genererade flest poäng av alla spelare.

### 2019–2023
Den 7 juni 2019 bekräftades övergången till Real Madrid. Övergångssumman angavs till runt 100 miljoner euro plus diverse senarelagda bonusar som kan få slutsumman att landa på drygt 150 miljoner euro. Hazard skrev på ett femårskontrakt med Madridlaget. Han debuterade för klubben i La Liga mot Levante i den fjärde ligaomgången. Hazards tid i klubben skulle vara turbulent på grund av skadeproblematik och spelade endast 54 ligamatcher på fyra säsonger i klubben. 
Den 3 juni 2023 bekräftade Real Madrid att man slutit en överenskommelse med Hazard om att han lämnar klubben den 30 juni 2023. Den 10 oktober 2023 meddelade Hazard via sociala medier att han avslutar sin karriär, 32 år gammal.

## Privatliv
Eden Hazard växte upp i La Louviére tillsammans med sina yngre bröder Thorgan, Kylian och Ethan varav samtliga är fotbollsspelare. Hans äldsta lillebror Thorgan Hazard, född 1993, spelar för närvarade för belgiska Anderlecht samt det belgiska landslaget och hans näst äldsta lillebror Kylian Hazard, född 1995 spelar för belgiska RWD Molenbeek i Jupiler Pro League. Han sedan 2012 gift med Natacha Van Honacker som han har tre barn tillsammans med.

## Landslagskarriär
Hazard har spelat för Belgiens U17 och Belgiens U19. Han gjorde 2 mål på 17 matcher för U17 och 6 mål på 11 matcher för U19. Den 7 oktober 2008 gjorde han sitt första mål för U19 i en 5–0-seger över Estland. Tio dagar senare gjorde han två mål i en 2–2-match mot Kroatien. Den 18 november blev Hazard för första gången kallad till det belgiska herrlandslaget för en match mot Luxemburg. Han blev inbytt i den 67:e minuten och blev därmed den åttonde yngsta spelaren i den belgiska fotbollens historia på 17 år och 316 dagar för att spela för landslaget. Den 12 augusti 2009 gjorde han sin första start i landslaget i en vänskapsmatch mot Tjeckien. Belgien förlorade matchen med 1–3. 2014 var han med i Belgiens VM-trupp och spelade VM. Belgien kom till kvartsfinal där de åkte ut mot Argentina efter Gonzalo Higuaíns mål.
Hazard deltog även i EM 2016 där Belgien tog sig till kvartsfinal.
Under VM 2018 var Hazard  Belgiens lagkapten när de tog VM-brons, vilket var landets första VM-medalj genom alla tider. Han gjorde 3 mål och två assists och utsågs även till turneringens näst bäste spelare efter Kroatiens Luka Modrić.
I landslaget var han under en period lagkamrat till sin yngre bror Thorgan Hazard.
Den 7 december 2022 valde Hazard att avsluta sin landslagskarriär.

## Meriter

### Klubblag

#### Lille
- Ligue 1: 2010–11
- Coupe de France: 2010–11

#### Chelsea
- Premier League: 2014–15/2016-17
- FA-cupen: 2017-18
- Engelska Ligacupen: 2014–15
- UEFA Europa League: 2012–13, 2018-19

### Real Madrid
- La Liga: 2019/2020, 2021/2022
- UEFA Champions League: 2021/2022
- Spanska cupen: 2022/2023
- Spanska supercupen: 2019, 2021
- UEFA Super Cup: 2022
- VM för klubblag: 2022

### Individuella
- UNFP Ligue 1 Player of the Year (2): 2010–11, 2011–12
- UNFP Ligue 1 Young Player of the Year (2): 2008–09, 2009–10
- UNFP Ligue 1 Team of the Year (3): 2009–10, 2010–11, 2011–12
- UNFP Player of the Month (3): March 2010, March 2011, March 2012
- Bravo Award (1): 2011
- Premier League Player of the Season (1): 2014–15
- FWA Footballer of the Year (1): 2014–15
- PFA Players' Player of the Year (1): 2014–15
- PFA Young Player of the Year (1): 2013–14
- PFA Team of the Year (4): 2012–13, 2013–14, 2014–15, 2016–17
- ESM Team of the Year: 2014–15
- Chelsea Player of the Year (4): 2013–14, 2014–15, 2016–17, 2018-2019
- Chelsea Players' Player of the Year (2): 2014–15, 2018-2019
- UEFA Best Player in Europe Award: 2015 – sjätte plats
- FIFA Ballon d'Or: 2015 – åttonde plats
- Chelsea Goal of the Year (3): 2015–16 (vs. Tottenham Hotspur), 2016–17 (vs. Arsenal), 2018-2019 (vs. Liverpool)
- Premier League Player of the Month (2): Oktober 2016, September 2018
- Premier League Goal of the Month (2): Februari 2017, April 2019
- UEFA Team of the Year (1): 2017
- Belgian Golden Shoe (1): 2017
- FIFA World XI Team 2018 (FIFA:s Världslag)